# Simon Porte Jacquemus
Simon Porte Jacquemus (Salon-de-Provence, 16 januari 1990) is een Frans modeontwerper.

## Biografie
In 2008 verhuisde hij naar Parijs en ging hij studeren aan de École supérieure des arts et techniques de la mode (ESMOD). Na enige maanden stopte hij met zijn opleiding en begon zijn eigen label.
Hij is een boegbeeld van de LGBTQ+ gemeenschap

## Erkentelijkheden
- 2014 - Finalist van de LVMH Prize
- 2015 - LVMH Prize Special Jury
- 2017 - Fashion Director's Choice Award op de Elle Style Awards.